# 科卡尔迪特利亚
科卡尔迪特利亚（葡萄牙語：Cocal de Telha）是巴西皮奥伊州的一个市镇。总面积322.103平方公里，总人口4598人，人口密度14.3人/平方公里。